# Landesregierung Josef Krainer senior VII
Die Landesregierung Josef Krainer sen. VII bestand vom 6. April 1970 nach der Steiermärkischen Landtagswahl 1970 bis zum Tod von Josef Krainer senior am 28. November 1971, was seine 23 Jahre und 146 Tage lange Amtszeit als Landeshauptmann beendet. Gemäß Proporzsystem wurden neben den vier ÖVP-Mandaten vier SPÖ-Mandate vergeben. Die ÖVP verlor ein Mandat.
Späterer Landeshauptmann Friedrich Niederl (ÖVP) übernahm 2. Landeshauptmann-Stellvertreter und ersetzte Hanns Koren (ÖVP). Adalbert Sebastian (SPÖ) wurde am 28. September 1970 neuer 1. Landeshauptmann-Stellvertreter, nachdem Alfred Schachner-Blazizek (SPÖ) am 17. September 1970 verstarb.

## Regierungsmitglieder
| Amt                                                     | Name                      | Partei | Ressorts |
| ------------------------------------------------------- | ------------------------- | ------ | -------- |
| Landeshauptmann                                         | Josef Krainer senior      | ÖVP    |          |
| Landeshauptmann-Stellvertreter                          | Adalbert Sebastian        | SPÖ    |          |
| Landeshauptmann-Stellvertreter                          | Friedrich Niederl         | ÖVP    |          |
| Landesrat                                               | Anton Peltzmann           | ÖVP    |          |
| Landesrat                                               | Christoph Klauser         | SPÖ    |          |
| Landesrat                                               | Hannes Bammer             | SPÖ    |          |
| Landesrat                                               | Josef Gruber              | SPÖ    |          |
| Landesrat                                               | Franz Wegart              | ÖVP    |          |
| Vorzeitig ausgeschiedene Mitglieder der Landesregierung |                           |        |          |
| Landeshauptmann-Stellvertreter                          | Alfred Schachner-Blazizek | SPÖ    |          |